# Skupina CREDITAS
CREDITAS je česká investiční skupina se sídlem v Nizozemsku. Hlavními pilíři podnikání jsou finanční služby, energetika a real estate. Zakladatelem skupiny CREDITAS je Pavel Hubáček.

## Historie
V roce 2013 byla založena investiční skupina UNICAPITAL. V roce 2015 pak Pavel Hubáček získal majoritní podíl v nynější Bance CREDITAS. V roce 2020 byla založena holdingová společnost CREDITAS B.V., která propojila všechny podnikatelské Hubáčkovy aktivity do jednoho holdingového celku a byly do ní převedeny majetkové podíly v Bance CREDITAS, investiční skupině UNICAPITAL a v CREDITAS Real Estate.

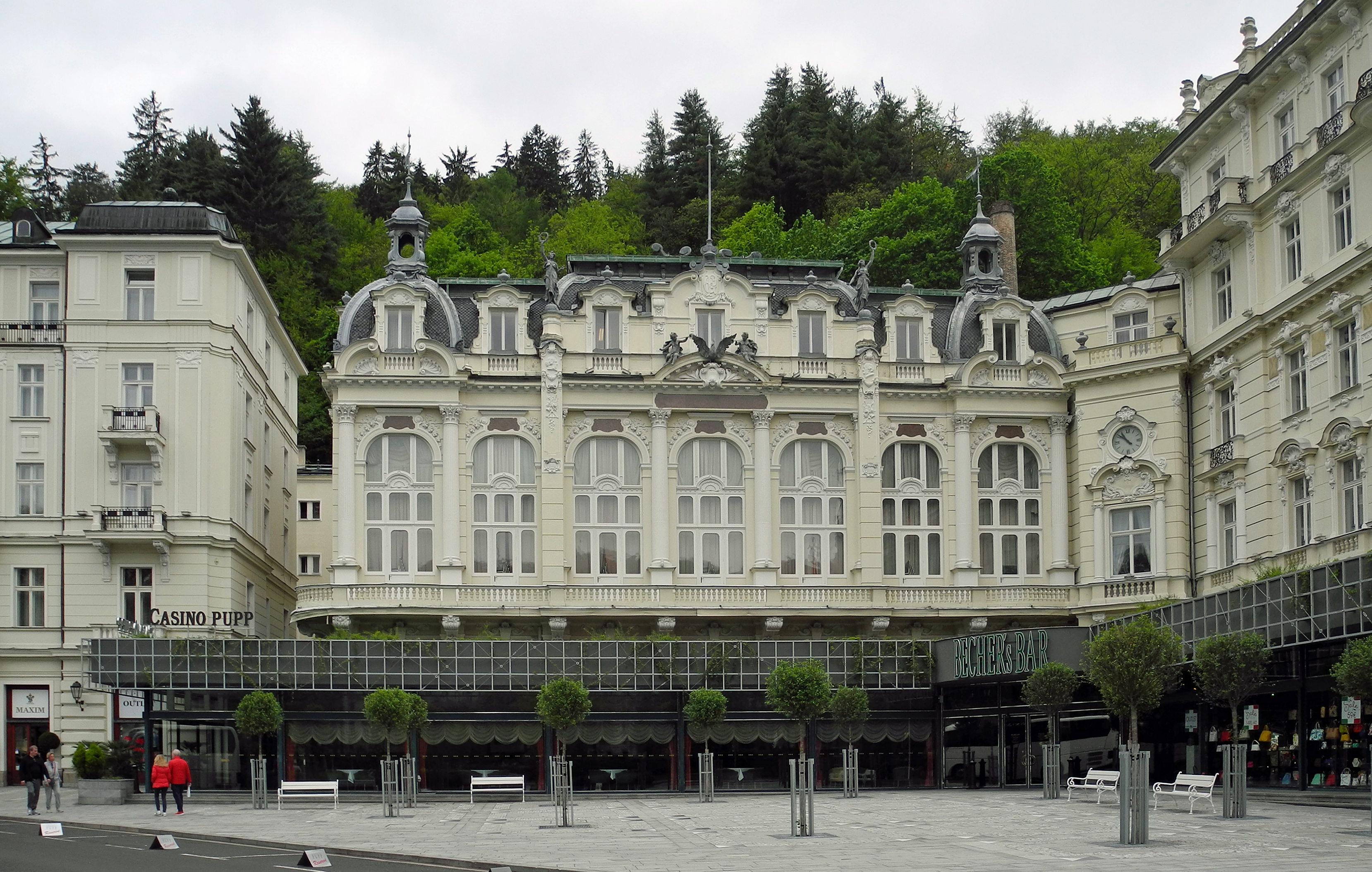
Grandhotel Pupp v Karlových Varech je majetkem skupiny CREDITAS

Do skupiny Banky CREDITAS také například energetická skupina UCED, developerská společnost CREDITAS Real Estate nebo Grandhotel Pupp. Od roku 2017 byla skupina CREDITAS vlastníkem společnosti Alzheimercentrum, která provozuje síť zařízení pro lidi s alzheimerovou chorobou. Začátkem roku 2022 dokončila prodej společnosti Alzheimercentrum skupině Penta. V roce 2020 měla skupina CREDITAS aktiva ve výši 82,7 miliard Kč a zisk skupiny byl 714 milionů korun. V roce 2022 už vykázaný čistý zisk činil přes 5 miliard korun.
V říjnu 2022 se Banka CREDITAS stala novým vlastníkem Expobank CZ, pozdější Max banky, s níž 1. října 2024 sfúzovala.
Na konci roku 2022 skupina CREDITAS plně ovládla developerskou společnost V Invest. Zvýšila svůj vlastnický podíl z původních 92 % na aktuálních 100 %. Tím došlo k dokončení procesu integrace skupiny V Invest do skupiny CREDITAS. Nově společnost vystupuje pod názvem a logem CREDITAS Real Estate.
Začátkem roku 2023 skupina CREDITAS vstoupila na britský trh. Koupila 100% obchodní podíl v britské části energetické skupiny InterGen. Výrobní kapacita jejích čtyř paroplynových elektráren překračuje 2 800 megawattů. Cenu transakce strany nezveřejnily. V únoru 2024 si podíl od CREDITAS koupila skupina Sev.en
V březnu 2024 skupina potvrdila akvizici společnost GGE, výrobce a distributora elektřiny a tepla na Slovensku. Prodávajícím byl britský fond Infracapital, investiční odnož finanční skupiny M&G, který GGE koupil v roce 2015. V červnu 2024 tuto transakci regulátoři potvrdili. Aktuálně (srpen 2025) probíhá rebranding společnosti GGE na UCED Slovensko.  
V lednu 2025 získala skupina prostřednictvím energetické divize UCED 100% podíl ve společnosti Duon, která působí na polském trhu, zejména v oblasti distribuce a prodeje zemního plynu. Prodávajícím byla opět společnost Infracapital.

## Hlavní společnosti ve skupině CREDITAS

### Banka CREDITAS, a.s.
Banka CREDITAS, je česká banka, která svou bankovní licenci získala v roce 2016. Předtím působila na finančním trhu od roku 1996 jako záložna. V červenci 2021 banka koupila leasingovou společnost Ekorent, která poskytuje financování zejména soukromým lékařům.  Od roku 2022 byla součástí skupiny vedle Banky CREDITAS také Max banka, jejíž plánované sloučení s Bankou CREDITAS proběhlo 1. října 2024. V roce 2024 Banka CREDITAS do svého portfolia přidala rovněž Spořitelní družstvo NEY.

### UCED
Skupina UCED investuje do různých oblastí energetického průmyslu v Česku, na Slovensku a v Polsku, od výroby elektřiny a tepla přes distribuci až po dodávky. V Česku je nejvýznamnějším provozovatelem lokálních distribučních soustav. Podílí se na energetické bezpečnosti a pro český a slovenský stát pomáhá udržovat rovnováhu v energetické síti.
V lednu 2022 koupila UCED teplárnu na biomasu EC Biowatt v Kutné Hoře (dnes UCED Bio) od společnosti Redwood Capital. V roce 2025 v areálu UCED BIO zprovoznila své první velkokapacitní bateriové úložiště.
Dále provozuje např. paroplynovou elektrárnu Prostějov. V červnu 2024 vstoupila do slovenské energetiky, když koupila energetickou společnost GGE, výrobce a distributora elektřiny a tepla na Slovensku. Do jejího portfolia patří mj. paroplynová elektrárna v Považské Bystrici.  Aktuálně probíhá její rebranding na UCED Slovensko.Do portfolia UCED patří od ledna 2025 polská společnost Duon se zaměřuje na distribuci a prodej zemního plynu prostřednictvím rozvodných sítí a zkapalněného zemního plynu (LNG). 

### CREDITAS Real Estate
Společnost CREDITAS Real Estate (dříve V Invest) působí na trhu od 90. let. Zabývá se rezidenčním developmentem včetně nájemního bydlení, investuje na realitním trhu a zaměřuje se také na akvizice již realizovaných funkčních budov. První developerský projekt zrealizovala v roce 1999 a k dnešnímu dni čítá portfolio přes 5 500 jednotek v desítkách projektů.
Stojí mj. za přestavbou projektu Jinonický dvůr v Praze. V únoru 2025 ohlásila CREDITAS Real Estate další dokončený projekt, když rezidence U Milosrdných v historickém jádru Prahy prošla úspěšnou kolaudací. 